# Restricción de hardware
La restricción de hardware (a veces llamado hardware DRM) es la protección de contenido forzada por los componentes electrónicos. El esquema de restricción de hardware complementa el sistema de gestión digital de derechos implementado en el software. Algunos ejemplos de la aplicación de restricción de hardware son las consolas de videojuegos, teléfonos inteligentes, tabletas, computadoras Macintosh y computadoras personales que implementan el arranque seguro.

## Casos de restricción de hardware

### Procesadores actualizables
Algunos procesadores de Intel se venden con algunas características “”bloqueadas””, que luego pueden ser desbloqueadas después de pagarlas.
Hay que tomar en cuenta que esto no es único de Intel. Algunos modelos de la computadora IBM System/370, contaba con hardware adicional incluido, que si el cliente pagaba el cargo adicional, IBM enviaría a un ingeniero de servicio para activarlo, generalmente, cortando un resistor en la máquina.

### Intel Insider
Intel Insider es una tecnología que ofrece un “camino protegido” para contenidos digitales, se puede considerar como una forma de administración de derechos digitales.

### Arranque verificado/confiable/seguro
Algunos dispositivos implementan una característica llamada "arranque verificado", "arranque confiable" o "arranque seguro", que solo permitirá que el software con firma se ejecute en el dispositivo, generalmente del fabricante del dispositivo. Esto es considerado como una restricción, al menos que los usuarios tengan la habilidad, ya sea para desactivarlo o firmar el software.

### Dispositivos Android
Algunos dispositivos Android (con la excepción de la “línea oficial”, la serie Nexus) vienen con el gestor de arranque bloqueado.

### Dispositivos Apple
Los dispositivos Apple con iOS (iPhone, iPad, iPod Touch y Apple TV) requieren de firmas para la instalación del firmware, con el fin de verificar que solo el último firmware puede ser instalado en los dispositivos. El firmware oficial permite que el software de terceros sea instalado solo desde la App Store.

### TiVo
Si un dispositivo ejecuta solo el software aprobado por el proveedor de hardware y solo una cierta versión de software libre se puede ejecutar en el dispositivo, el usuario no puede ejercer los derechos con los que cuenta en teoría, porque no puede instalar versiones modificadas.

### OLPC
Otro caso de arranque confiable es el de la laptop OLPC, que solo arrancará de software firmado por una clave criptográfica privada, conocida solo por la organización sin fines de lucro, OLPC y las respectivas autoridades, como los Ministerios de Educación. Laptops distributed directly by the OLPC organisation provide a way to disable the restrictionLas computadoras portátiles distribuidas directamente por la organización OLPC proporcionan una manera de desactivar las restricciones, solicitando una “clave de desarrollador” única para esa laptop, a través de Internet, esperando 24 horas para recibirla, instalarla y ejecutar el comando de firmware “disable-security”. Sin embargo, en algunos lugares, como Uruguay, se rechazan las solicitudes para dichas claves. El objetivo establecido es evitar el robo masivo de laptops a los niños o por medio de los canales de distribución, evitar el arranque de las laptops, complicando su reprogramación, para después arrancar y retrasar la emisión de claves de desarrollador, para que haya tiempo de comprobar si una laptop que solicitó una clave ha sido robada.

### Arranque seguro
El hardware certificado de Windows 8 requiere de un arranque seguro. Poco después de que esta característica fuera anunciada en septiembre de 2011, causó un temor generalizado a que bloqueara la instalación de sistemas operativos alternos. En enero de 2012, Microsoft confirmó que se requeriría que los fabricantes de hardware activaran el arranque seguro en dispositivos con Windows 8 y que los dispositivos x86/64 debían de proporcionar la opción de apagarlo, mientras que los dispositivos basados en la arquitectura ARM no deben ofrecer esta opción. Glyn Moody, en ComputerWorld, señala que “este enfoque parece hacer difícil, si no imposible el instalar GNU/Linux en sistemas con hardware certificado para Windows 8”.

### Arranque verificado Solaris
Oracle Solaris 11.2 tiene una característica de arranque verificado, el cual comprueba las firmas del bloque de arranque y de los módulos kernel. Está desactivada por defecto. Si está activada, se puede configurar en modo de “advertencia” donde solo se registra un mensaje de advertencia en los fallos de firma o para forzar el modo donde el módulo no esté cargado. El comando elfsign(1) de Solaris, inserta una firma en los módulos kernel. Todos los módulos kernel distribuidos por Oracle cuentan con una firma. Los módulos kernel de terceros están permitidos, brindando la llave pública certificada, instalada en el firmware (para establecer un arranque confiable).